# Jewhenij Murajew

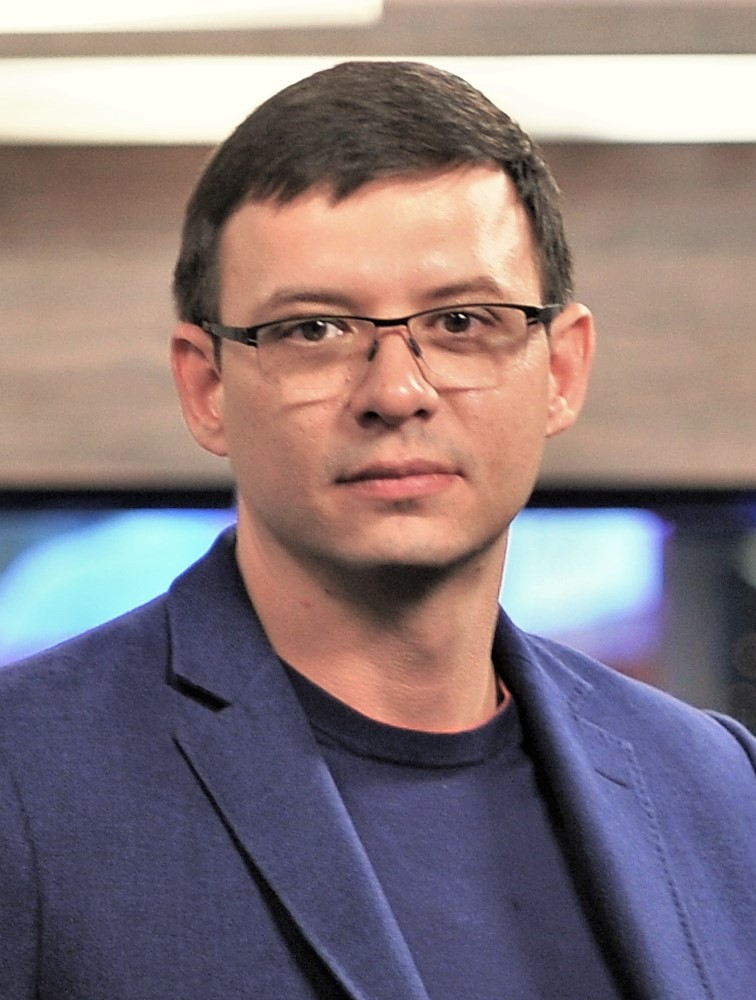
Jewhenij Murajew

Jewhenij Murajew (auch Jewgeni Murajew; ukrainisch Євгеній Володимирович Мураєв; * 2. Dezember 1976 in Smijiw) ist ein ukrainischer Politiker und Medienunternehmer.

## Leben
Murajew war Abgeordneter der Werchowna Rada. Bis 2016 war er Parteivorsitzender des Oppositionsblocks. 2018 wechselte er zur Oppositionsplattform – Für das Leben, für die er in der Präsidentschaftswahl 2019 als Kandidat antrat. Er betreibt den pro-russischen TV-Sender Nash (ukrainisch НАШ), der im November 2018 auf Sendung ging und offiziell seinem Vater Wolodymyr gehört.
Die Euromaidan-Proteste betrachtete Murajew als einen vom Westen unterstützten Staatsstreich.
Im Januar 2022 meldete das britische Außenministerium, dass London Informationen vorliegen, „die darauf hindeuten, dass die russische Regierung versucht, einen prorussischen Führer in Kiew einzusetzen, etwa den früheren Abgeordneten Jewhen Murajew“. Dieser zeigte sich öffentlich darüber belustigt und wies darauf hin, dass er ein Einreiseverbot in Russland habe und sein Firmenbesitz sowie der seines Vaters in Russland konfisziert wurde.
Nach dem Beginn der Russischen Invasion in die Ukraine 2022 erklärte Murajew, es sei zu spät für eine Kompromisslösung und forderte stattdessen, die ukrainische Regierung solle kapitulieren.